# Joannes Hauchin

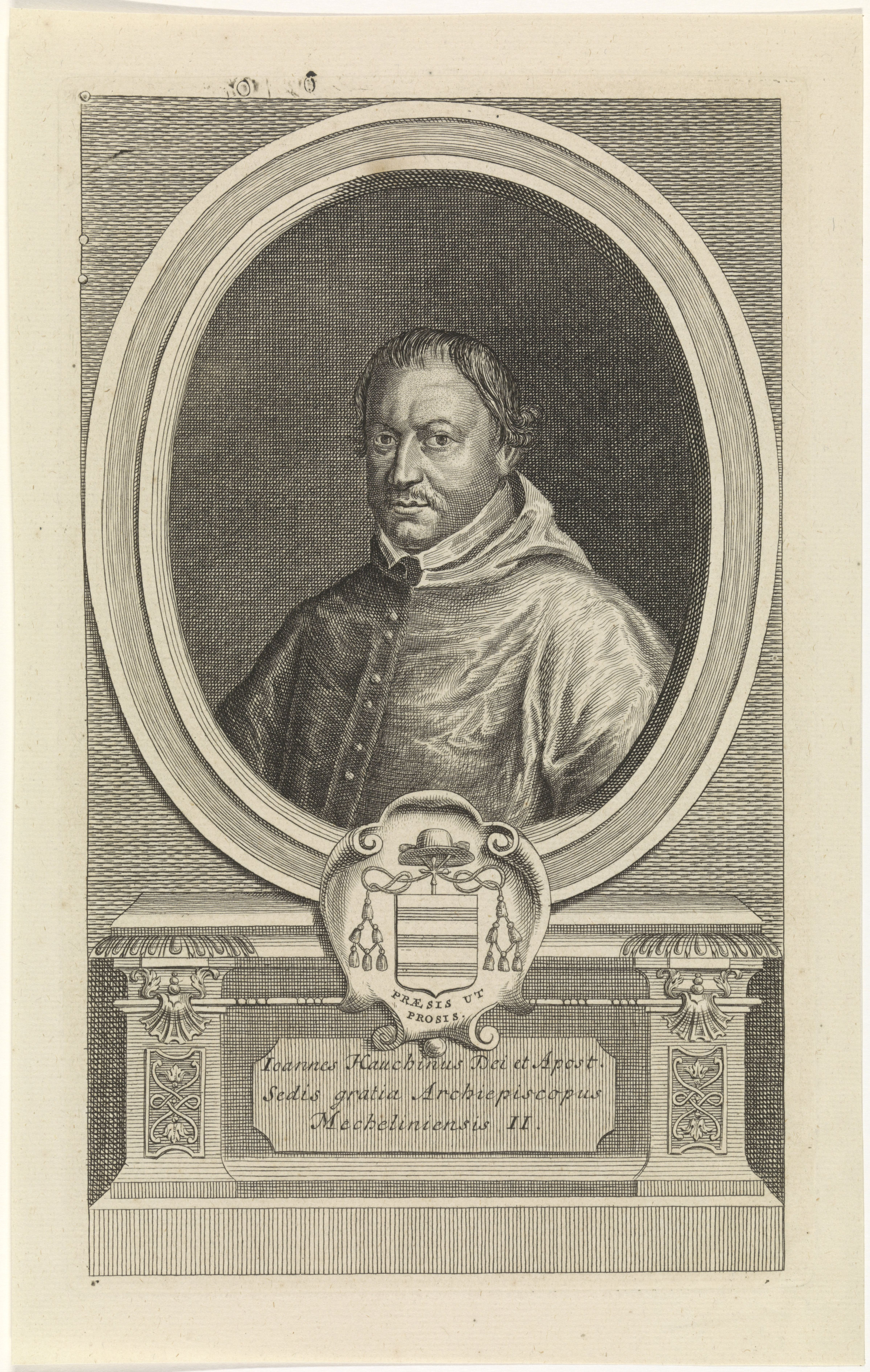
Joannes Hauchin

Joannes Hauchin, ook wel Hauchinus, (Geraardsbergen, 1527 – Mechelen, 5 januari 1589) was een Zuid-Nederlands rooms-katholiek geestelijke en aartsbisschop van het aartsbisdom Mechelen.

## Levensloop

### Opleiding en eerste jaren
Na de middelbare school in Geraardsbergen gevolgd te hebben, ging Hauchin naar de universiteit van Leuven waar hij in 1548 promoveerde in de zeven vrije kunsten. Daarna studeerde hij nog rechten in Dole en theologie aan de universiteit van Dowaai.
In 1561 werd Hauchin benoemd tot kanunnik van het Sint-Hermeskapittel van Ronse. Tijdens de Beeldenstorm werd de kerk geplunderd maar het reliekschrijn van Sint-Hermes kon in veiligheid gebracht worden. In 1568 werd Hauchin verkozen tot deken van het kapittel en van het dekenaat Ronse dat in september 1568 verhuisde van het oude bisdom Kamerijk naar het aartsbisdom Mechelen. Tijdens zijn periode als deken werd er een aanvang gemaakt met de restauratie van de Sint-Hermeskerk en werd het reliekschrijn terug in de kerk geplaatst.
In 1570 werd Hauchin benoemd tot kanunnik van het Sint-Goedelekapittel van Brussel. Het daaropvolgende jaar werd hij deken van het kapittel. In 1578 werd Hauchin benoemd tot aartsdiaken van Brussel en vicaris van vicaris-generaal Maximiliaan Morillon.
Na de Brusselse Beeldenstorm van 1579 werd Hauchin gevangengenomen omdat hij weigerde om zich te onderwerpen aan de calvinisten die de bovenhand hadden in de stad. Na drie maanden werd hij vrijgelaten en vertrok naar Doornik, waar Morillon ondertussen bisschop was geworden, en naar Dowaai waar hij zijn thesis in de theologie verdedigde.

### Hauchin als aartsbisschop van Mechelen
Toen begin 1582 Antoine Perrenot de Granvelle aftrad als aartsbisschop van Mechelen werd Hauchin door koning Filips II aangewezen als zijn opvolger. Hij werd op 24 januari 1583 in Doornik tot bisschop gewijd door Morillon. Omdat het aartsbisdom zich nog steeds grotendeels in handen bevond van de calvinisten kon hij pas terugkeren na de verovering van Brussel door Alexander Farnese in 1585. Ondertussen reconcilieerde hij de Sint-Baafskathedraal en andere kerken in Gent, Bergen, Geraardsbergen, Aalst, Dendermonde, Beveren en Vilvoorde, nadat deze plaatsen weer in Spaanse handen waren gevallen. Op 23 maart 1585 keerde Hauchin terug naar Brussel en herstelde er onmiddellijk de erediensten. Op 2 augustus van dat jaar kon hij de aartsbisschoppelijke zetel in Mechelen in bezit nemen. Tegelijkertijd was Hauchin administrator van het bisdom Antwerpen dat sinds de dood van Franciscus Sonnius in 1576 een periode van sedisvacatie kende. Hauchin herstelde er de erediensten en in 1586 wijdde hij Laevinus Torrentius als opvolger voor Sonnius.
Tijdens de eerste jaren van zijn episcopaat ondervond Hauchin nog veel problemen die een gevolg waren van de eerdere calvinistische overheersing. Een groot deel van de bevolking was weggevlucht en er was een nijpend priestertekort om de erediensten in het aartsbisdom terug te kunnen herstellen. Dankzij de hulp van bisschop Morillon van Doornik werden er priesters uit dit bisdom aangesteld in het aartsbisdom.
Hauchin nam het initiatief tot de uitgave van het rituaal Pastorale Mechliniense (Mechels Pastorale), een verzameling van formulieren voor de verschillende kerkelijke vieringen, dat op 1 december 1588 in Leuven verscheen. Hij bemiddelde in het dogmatisch conflict in verband met de behandeling van de genade en de vrije wil tussen Leonardus Lessius en de theologen van de Leuvense universiteit. Hauchin verzette zich tegen de thesis van Lessius maar wist toch een einde te maken aan het conflict. Hij vaardigde ook nieuwe statuten uit voor de begijnhoven in het aartsbisdom.
Hij overleed begin 1589 en werd begraven onder het koor van de Sint-Romboutskathedraal. Na zijn overlijden volgde een periode van sedisvacatie van 1589 tot 1596. Gedurende die periode werd het bisdom bestuurd door vicaris-generaal Henricus Cuyckius. Uiteindelijk werd vicaris-generaal Matthias Hovius van Mechelen zijn opvolger.
- Bibsys: 13009925
- Gemeinsame Normdatei: 122185633
- International Standard Name Identifier: 0000 0000 1584 1807
- Nationale bibliotheek van Australië: 66128334
- Nederlandse Thesaurus van Auteursnamen: 071893725
- Réseau des bibliothèques de Suisse occidentale: 02-A023051186
- LIBRIS: 378199
- Système universitaire de documentation: 233122761
- Virtual International Authority File: 20557032
- WorldCat: E39PBJq6RKfvKvK3pQw98b6qcP